# Élisabeth Joyé
Pour les articles homonymes, voir Joye.
 (juin 2015).
Si vous disposez d'ouvrages ou d'articles de référence ou si vous connaissez des sites web de qualité traitant du thème abordé ici, merci de compléter l'article en donnant les références utiles à sa vérifiabilité et en les liant à la section « Notes et références ».
Élisabeth Joyé, née à Toulon (Var)  est une claveciniste française.

## Biographie
Élisabeth Joyé a étudié le clavecin au conservatoire d'Aix-en-Provence avec André Raynaud et Huguette Dreyfus en France. Elle a étudié ensuite aux Pays-Bas avec Gustav Leonhardt au conservatoire Sweelinck d’Amsterdam, avec Bob van Asperen au Conservatoire de La Haye puis en Belgique avec Jos van Immerseel au Conservatoire d’Anvers où elle obtient un 1er prix « avec grande distinction ».
Elisabeth Joyé a participé à de nombreux concerts et enregistrements avec des ensembles tels que Les Musiciens du Louvre de Marc Minkowski, Le Concert Français de Pierre Hantaï, La Simphonie du Marais de Hugo Reyne, Le Concert Spirituel de Hervé Niquet ou bien encore La Petite Bande de Sigiswald Kuijken.
Elle a aussi joué dans des festivals de renommée internationale : La Grange de Meslay, Sablé-sur-Sarthe, Académies musicales de Saintes, Printemps des Arts de Nantes, Saint-Michel en Thiérache… et sur différentes scènes aux quatre coins du monde : Belgique, Brésil, Canada, Espagne, Estonie, Italie et Mexique.
Élisabeth Joyé est par ailleurs pédagogue. Elle a été notamment le professeur de Benjamin Alard. Titulaire du Diplôme d’État d’instruments anciens, elle enseigne au conservatoire du 7e arrondissement de Paris , à l'Escola Superior de Musica de Lisboa et également à travers l’animation de stages d’interprétation et des master classes en France et à l’étranger. Elle a enseigné au conservatoire national supérieur de musique (CNSM) de 2000 à 2001.  
Élisabeth Joyé a enregistré plusieurs disques en soliste et un programme François Couperin avec François Fernandez, Alfredo Bernardini et Emmanuel Balssa.

## Discographie
- Johann Sebastian Bach : Petits préludes, fantaisies et fugues - clavecin Ruckers II, 1624 (Casa 1997)[3].
- Johann Sebastian Bach : Inventions et Sinfonias - 5 de Diapason (avril 2003), 4 étoiles du Monde de la Musique (mai 2003), 10 de Répertoire (mai 2003) (Alpha 2012)[4].
- Jacques Duphly : Pièces de clavecin - clavecin historique du Château d’Assas, anonyme, milieu du XVIIIe siècle (Alpha 2009)[5].
- François Couperin : La Sultanne, Préludes & Concerts royaux avec François Fernandez, Alfredo Bernardini et Emmanuel Balssa Alpha 2014[6].
- Johann Caspar Ferdinand Fischer : Œuvres de clavecin et d'orgue Encelade ECL 1402 2015[7].